# Bąków (stacja kolejowa)
Bąków – stacja kolejowa w Bąkowie, w województwie opolskim, w powiecie kluczborskim, w gminie Kluczbork, w Polsce.
17 października 1984 roku doszło tu do katastrofy kolejowej, w wyniku której zginęły 4 osoby, a 60 zostało rannych.

## Ruch pasażerski
| Rok  | Wymiana pasażerska na dobę |
| ---- | -------------------------- |
| 2017 | 20-49                      |
| 2022 | 20-49                      |